# Альф
«Альф» (англ. ALF от англ. Alien Life Form — «внеземная форма жизни») — американский комедийный телесериал об инопланетянине Альфе, живущем в американской семье. Производство телекомпании Alien Productions для канала NBC. В США сериал продлился четыре сезона в период с 1986 по 1990 годы. Был показан в 80 странах мира. Создатель сериала Пол Фаско сам управлял куклой Альфа во время съёмок и сам озвучивал инопланетянина.
В нескольких сериях первого сезона, где Альф виден в полный рост, его роль исполнял актёр-лилипут Михай Месарош, но съёмки с живым актёром были слишком дорогостоящими и трудоёмкими, поэтому после первого сезона полностью перешли на куклу.

## Сюжет
Альф — один из немногих уцелевших инопланетян со взорвавшейся планеты Мелмак. Он врезался на своём космическом корабле в гараж обычной американской семьи Таннеров в сентябре 1986 года. Глава семьи Вилли Таннер назвал его «Альф» как сокращение от англ. Alien Life Form — «внеземная форма жизни», хотя настоящее имя Альфа было Го́рдон Ша́муэй. Таннеры приютили Альфа и скрывали его от правительственного Подразделения по делам пришельцев (англ. Alien Task Force). Он стал членом их семьи, и хотя пришелец не всегда вел себя хорошо, он искренне полюбил Вилли, его жену Кейт, их детей Линн и Брайана и даже кота Таннеров Лаки (с англ. — «Счастливчик»), хотя на Мелмаке коты считались деликатесом. Разнообразные приключения Альфа на Земле составляют основу сюжета сериала. По ходу сюжета пришельцу удалось познакомиться со многими людьми, помимо самих Таннеров.

## В ролях
| Актёр           | Роль                           |
| --------------- | ------------------------------ |
| Пол Фаско       | Альф (озвучивание)             |
| Макс Райт       | Вилли Таннер                   |
| Энн Шедин       | Кейт Таннер                    |
| Андреа Элсон    | Линн Таннер                    |
| Бенджи Грегори  | Брайан Таннер                  |
| Энн Мира        | бабушка Дороти                 |
| Лиз Шеридан     | Ракель Окмонак                 |
| Джон Ламотта    | Тревор Окмонак                 |
| Джош Блейк      | Джейк                          |
| Брайан Каммингс | диктор в заключительных титрах |

## Основные персонажи

### Гордон Шамуэй (Альф)
Гордон Шамуэй — инопланетянин, в пилотной серии сериала получивший от Вилли Таннера прозвище «Альф». Рост пришельца — 96,5 см. Альф родился 28 октября 1756 года по земному летоисчислению (на момент начала сериала Альфу было 229 лет) на нижне-западной стороне планеты Мелмак. Мелмак, находившийся в шести парсеках за суперкластером Гидра-Центавра, имел зелёное небо, розовую траву и пурпурное солнце. Валюта, использовавшаяся на Мелмаке, называлась «варник», а материал, известный у нас на Земле как корпия, ценился на родине Альфа так же, как у нас ценится золото (золото на Мелмаке не представляло особой ценности). На Мелмаке была болезнь — «жуткая мелмакианская икота». Она может длиться пару дней, а может много лет (так, например, дядя Альфа икал 50 лет).
Альф похож сразу на многих земных зверей. Его тело покрыто коричневым мехом (он описывает этот цвет как «жжёная сиена»). У Альфа длинный складчатый нос с ноздрями на конце, родинки на лице и зелёная кровь. По его собственному утверждению, из десяти основных органов тела Альфа восемь — это желудки (и есть ещё один желудок, который используется во время депрессии), поэтому он обладает неимоверным аппетитом; отсюда необычайно большой вес пришельца. Одним из изысканнейших деликатесов на Мелмаке считались кошки, поэтому во время своего пребывания на Земле Альфу приходится постоянно бороться с желанием съесть Лаки — домашнего кота Таннеров, который умирает в четвёртом сезоне.
После того, как в 1986 году его звездолёт врезался в гараж семьи Таннеров, проживающей в Лос-Анджелесе, они приютили инопланетянина у себя и заменили ему родственников и друзей. Альф вынужден жить скрытно, не попадаясь на глаза никому, кроме членов семьи Таннеров, — в противном случае Альф рискует быть захваченным Подразделением по делам пришельцев.
Альф самоуверен, капризен и жаден. Он обжора, грубиян и ворчун. Он обожает кошек (в кулинарном смысле), его любопытство не знает границ, а разрушительные способности поражают воображение. Но в глубине души он добрый и отзывчивый.
Альф обладает способностью повторять фразы голосами различных людей, что и демонстрирует в некоторых сериях первого сезона, а также способностью притягивать к себе неприятности, постоянно при этом ставя в неудобное положение Таннеров и рискуя быть обнаруженным. Однако, когда дело заходит слишком далеко, Альф делает всё возможное, чтобы исправить ситуацию, причём иногда ему это удаётся. Альф обладает прекрасным чувством юмора. Альф побывал в самых дальних уголках Вселенной, но многое, из того, что он рассказывает, кажется землянам неправдоподобным.
Точно неизвестно, какая у Альфа была жизнь на Мелмаке, как и кем он работал. В серии «Keeping The Faith» Альф утверждает, что имел собственный бизнес по продаже машин на слизи:

Альф: «Слизистый двигатель был классическим!»

### Брайан Таннер
6–9-летний сын Таннеров. Лучший друг Альфа, поддерживающий его во всех затеях, даже если они противоречат земным нормам поведения.

### Вилли (Уильям Фрэнсис) Таннер
Глава семьи, приютившей Альфа. Работник социальной службы, около 45 лет. В свободное время Вилли увлекается коротковолновой радиосвязью, сам конструирует различную аппаратуру. Используя свой радиопередатчик, Вилли пытается помочь Альфу связаться с сородичами.

### Кейт (Кэтрин Дафна Хэллиган) Таннер
Жена Вилли, домохозяйка. Хотя иногда создаётся впечатление, что она недолюбливает Альфа, она часто встаёт на его сторону. Кейт очень любит мужа и детей. Иногда конфликтует с матерью (живущей отдельно), однако её тоже любит. Альф питает к Кейт особую привязанность и привык видеть её дома, ухаживающую за ним.

### Линн Таннер
Старшая дочь Таннеров, возраст — 16–19 лет. Альфа очень любит и всегда защищает его, хотя порой не ценит своеобразных попыток позаботиться о ней. Альф в начале сюжета был влюблён в Линн.

## Список серий
Сериал состоит из четырех сезонов, всего 102 серии (26 серий в 1–3 сезонах и 24 серии в 4-м сезоне). Названия большинства эпизодов — это названия популярных песен, так или иначе связанных с сюжетом. 6 серий объединены в три длинных, при этом серия 2.12–2.13 содержит уникальную заставку (заставка появлялась только в этой одной серии).
Полнометражный фильм «Проект „АЛЬФ“» является продолжением сериала.

## Релиз на видео
Первоначально в 1990-е годы сериал выпускался на VHS и Laserdisc. В США и Канаде первый сезон был выпущен на видеокассетах примерно в конце 1980-х, а на Video CD — в середине 1990-х. В Северной и Южной Америке он выпускался в системе NTSC, а в Европе, Азии, Австралии и Океании — в PAL.
Сериал был выпущен на DVD весной 1997 года.

## Попытки перезапуска
В августе 2012 года было объявлено, что Sony Pictures Animation приобрела права на фильм об Альфе и готовит художественный фильм с Альфом, нарисованным посредством компьютерной анимации. Продюсировать фильм должен был продюсер «Смурфиков» Джордан Кернер вместе с Томом Патчеттом и Полом Фаско. Проект не был осуществлён.
В августе 2018 года студия Warner Bros. объявила о решении перезапустить сериал. Новый сериал должен был стать прямым продолжением оригинального. По сюжету инопланетянин Альф возвращается на Землю, в этот раз он попадёт уже абсолютно в другую американскую семью среднего класса и будет адаптироваться к современным реалиям. Сценарий вновь разрабатывали Пол Фаско и Том Патчетт, занимавшиеся оригинальным шоу. Проект не был осуществлён.